# Аббон (епископ Магелона)
Аббон (фр. Abbon; умер не ранее 897) — епископ Магелона (последняя четверть IX века).

## Биография
О происхождении и ранних годах жизни Аббона в исторических источниках не сообщается. Также не известна и дата его вступления на епископскую кафедру Магелона. Его предшественником был Мальдомер, о котором не известно ничего кроме того, что тот обладал епископским саном. Первая хартия, в которой Аббон упоминается как глава Магелонской епархии, датирована 875 годом. В этом документе, составленном во время проведения церковного собора в Шалон-сюр-Соне, бенедиктинскому аббатству в Турню предоставлялся ряд привилегий.
В 877 году Аббон упоминается среди группы знатных духовных и светских лиц, встречавших бежавшего из Рима в Прованс папу Иоанна VIII. Вероятно, епископ Магелона сопровождал понтифика в поездке ко двору нового правителя Западно-Франкского государства Людовика II Заики, а затем по просьбе папы римского участвовал 8 декабря того же года в состоявшейся в Компьене коронации монарха. Аббон также упоминается и в актах церковного собора, начавшегося 11 августа 878 года в Труа.
О деятельности Аббона в 880-е—890-е годы известно только из актов двух церковных соборов того времени, проходивших в селении Нотр-Дам-дю-Порт (находилось на границе Магелонской и Нимской епархий). На первом соборе, состоявшемся 17 ноября 887 года по инициативе архиепископа Нарбона Теодарда, был осуждён Эсклуа, незаконно захвативший кафедру Уржельской епархии. На втором синоде, собранном 19 апреля 897 года под председательством нарбонского архиепископа Арнуста, Аббон выступал как ответчик в деле о территориальном споре. Обвинителем епископа был священник Адальфред, вменявший в вину Аббону захват принадлежавшей церкви Сен-Жан-Батист-де-Кокон земли, которую глава Магелонской епархии передал восстановленной им базилике Святого Андокия. Участники собора признали Аббона виновным в превышении полномочий.
Участие Аббона в церковном соборе 897 года — последнее свидетельство об этом епископе в исторических источниках. Предполагается, что вскоре после этого Аббон скончался. Новым главой Магелонской епархии был избран Гонтье.